# Афаньково
Афаньково — деревня в Бабушкинском районе Вологодской области.
Входит в состав Рослятинского сельского поселения, с точки зрения административно-территориального деления — в Рослятинский сельсовет.
Расстояние по автодороге до районного центра села имени Бабушкина — 69 км, до центра муниципального образования Рослятино — 1 км. Ближайшие населённые пункты — Челищево, Рысенково, Рослятино.
По переписи 2002 года население — 43 человека (19 мужчин, 24 женщины). Преобладающая национальность — русские (98 %).